# 常田永之
常田 永之（ときだ ながゆき）は、戦国時代の武将。

## 略歴
真田家臣・常田永則の子。慶長20年（1615年）の大坂夏の陣で主君・真田信吉に従い出陣し、討ち死にした。